# حرف ثديي
الحرف الثديي أو العرف الثديي هو بنية أولية خاصة بتطور الغدد الثديية.

## التطور
الحرف الثديي هو بنية أولية للغدد الثديية في الصدر عند البشر، ويرتبط بتطورالغدة الثديية والثدي.
في عملية تكوين الأجنة البشرية، يظهر الحرف الثديي عادة على شكل أديم ظاهر مجهري ضيق في الطبقة الخارجية من الجلد خلال الأسابيع السبعة الأولى من الحمل وينمو بشكل ذيلي على شكل تلال أو حروف خطية ضيقة.  في العديد من الثدييات، تظهر هذه الغدد أولا على شكل خطوط مرتفعة على طول خطوط الحليب، ثم تنقسم إلى براعم فردية تقع في المناطق الجانبية لخط الوسط البطني. يختلف موقع هذه البراعم حسب الأنواع: فهي تقع في المنطقة الصدرية في الرئيسيات، وفي المنطقة الأربية في ذوات الحوافر، وعلى طول الجذع بالكامل في القوارض والخنازير.
عادة ما يتوقف نمو الحرف الثديي أو العرف عند ثمانية أسابيع ويتراجع طولها بدءًا من الطرف الذنبي ويمتد إلى الجمجمة، بحيث ما يتبقى هو لوحة جلدية خارجية مستديرة حيث يتطور الإبط. عندما يكتمل تقصير العرف الثديي، تبقى البنية بارزة في المناطق التي تتشكل فيها الغدد الثديية في النهاية. تبدأ الخطوط الثديية في التقصير وتبدأ خلايا الأديم الظاهر في الانقسام والنمو في طبقة الخلايا المتوسطة.  عادة ما يبقى الغشاء القاعدي الذي يفصل بين بنية قمة الأديم الظاهر المتوسعة والأديم المتوسط الأساسي. ومن ثم يصبح من الممكن التعرف على الحافة الثديية في منطقة الصدر في الجنين البشري. تتطور الحلمات على خطوط الحليب لدى الثدييات الحقيقية.

## خطوط الحليب عند البشر
عند البشر ، تتشكل خطوط الحليب على شكل سماكات في بشرة الحافة الثديية، على طول السطح الأمامي لكلا الجنسين. تظهر خطوط الحليب في الأسبوع السابع من التطور الجيني قبل التمايز الجنسي لدى البشر، وهذا ما يفسر وجود حلمات لدى الذكور من البشر. بعد التطور الأولي لخطوط الحليب فإنها تدخل في مرحلة هدوء. لدى معظم البشر حلمتين، ولكن في بعض الحالات قد يتطور أكثر من اثنتين، وتنمو هذه الحلمات الإضافية عادة على طول خط الحليب.
أظهرت دراسة حديثة النشر أن الوسائد الدهنية البؤرية على مقدمة جذوع البشر هي من أصل الحرف اللبني. تم العثور باستمرار على ثمانية أزواج من الكتل الدهنية تمتد على طول خط منحنٍ من الإبطين إلى الأربية في جميع النساء والرجال النحيفين تقريبًا، بما يتوافق مع موقع خط الحرف اللبني الجنيني. يفسر هذا الاكتشاف سبب كون الدهون في مقدمة الجسم أقل استجابة للحمية الغذائية والتمارين من الدهون في أماكن أخرى عند معظم الناس - لأنها في الواقع من أصل الثدي وبالتالي أكثر حساسية للتأثير الهرموني من تناول السعرات الحرارية أو حرقها.